# Faisal bin Salman Al Saud

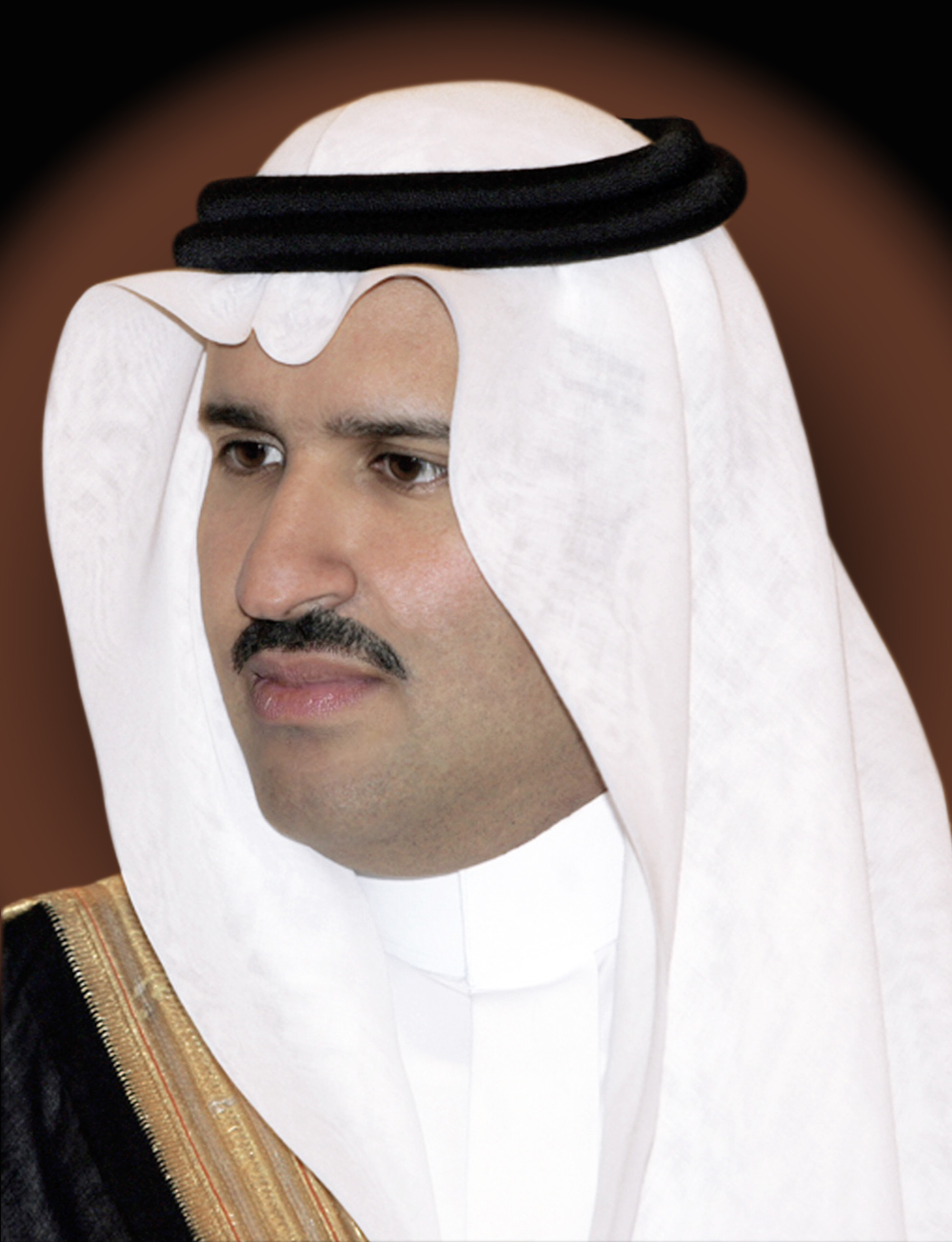
Faisal bin Salman im Jahr 2007

Prinz Faisal bin Salman bin Abdulaziz Al Saud (arabisch فيصل بن سلمان بن عبد العزيز آل سعود, DMG Fayṣal bin Salmān Āl Suʿūd; geb. 25. Dezember 1970 in Riad) ist ein Sohn des saudischen Königs Salman und ein älterer Halbbruder von Mohammed bin Salman. Er ist ehemaliger Gouverneur der Provinz Medina.

## Leben
Faisal bin Salman wurde 1970 als fünfter Sohn von König Salman geboren. Seine Mutter Sultana bint Turki entstammt dem Clan der Sudairi, dem auch die Mütter seines Vaters und seines Großvaters, König Abdulaziz, entstammen. Unter seinen Vollbrüdern ist der Energieminister Abdulaziz bin Salman. Zu seinen jüngeren Halbbrüdern gehören Mohammed bin Salman und Khalid bin Salman.
Faisal bin Salman erhielt einen Bachelor-Abschluss in Politikwissenschaften von der König-Saud-Universität. Später studierte er an der University of Oxford. Dort erhielt er 1999 einen PhD in Internationalen Beziehungen. Zwischenzeitlich arbeitete er als Assistant Professor an der König-Saud-Universität.
2002 wurde er Vorsitzender der Saudi Research and Media Group und ersetzte seinen verstorbenen älteren Vollbruder Ahmed bin Salman in dieser Position.
Am 14. Januar 2013 wurde er vom damaligen König Abdullah zum Gouverneur der Provinz Medina ernannt. Vorgänger in diesem Amt war sein Cousin Abdulaziz bin Majid gewesen. Nachfolger im Amt des Vorsitzenden der Saudi Research and Media Group wurde sein jüngerer Halbbruder Turki bin Salman. 
Am 13. Dezember 2023 wurde Faisal bin Salman in seinem Amt als Gouverneur durch seinen Cousin Salman bin Sultan ersetzt. Gleichzeitig wurde er zum Vorstandsvorsitzenden der König-Abdulaziz-Stiftung, zum Vorsitzenden des Kuratoriums der Nationalbibliothek König Fahd und zum Sonderberater seines Vaters ernannt.
Sein Neffe Ahmed bin Fahd, ein Sohn seines verstorbenen älteren Vollbruders Fahd bin Salman, war von 2017 bis 2023 Vizegouverneur der Provinz asch-Scharqiyya.

## Familie
Faisal ist mit Lulua bint Ahmed bin Musaid bin Ahmed Al Sudairi verheiratet. Seine Ehefrau entstammt dem Sudairi-Clan, dem auch seine Mutter Sultana bint Turki und die Mütter seines Vaters und seines Großvaters, König Abdulaziz, entstammen.
Er ist Vater von den drei gemeinsamen Söhnen Fahd, Ahmed und Salman.

## Reitsport
Wie auch seine verstorbenen Brüder Fahd und Ahmed war Faisal in der Zucht von englischen Vollblutpferden aktiv. 2012 besaß er insgesamt 12 Pferde in England, Irland, Frankreich und den USA.

## Panama Papers
Laut der Süddeutschen taucht sein Name in den Panama Papers auf.

## Vorfahren
| Ahnentafel Prinz Faisal | Ahnentafel Prinz Faisal                        | Ahnentafel Prinz Faisal                        | Ahnentafel Prinz Faisal                  | Ahnentafel Prinz Faisal                  | Ahnentafel Prinz Faisal               | Ahnentafel Prinz Faisal               | Ahnentafel Prinz Faisal                        | Ahnentafel Prinz Faisal                        |
| ----------------------- | ---------------------------------------------- | ---------------------------------------------- | ---------------------------------------- | ---------------------------------------- | ------------------------------------- | ------------------------------------- | ---------------------------------------------- | ---------------------------------------------- |
| Urgroßeltern            | Emir Abdul Rahman ⚭ Sara bint Ahmed Al Sudairi | Emir Abdul Rahman ⚭ Sara bint Ahmed Al Sudairi | Ahmed Al Sudairi ⚭ Sharifa Al Suwaidi    | Ahmed Al Sudairi ⚭ Sharifa Al Suwaidi    | Ahmed Al Sudairi ⚭ Sharifa Al Suwaidi | Ahmed Al Sudairi ⚭ Sharifa Al Suwaidi | Faraj Al Asbali ⚭ Jamila bint Dhafer Al Asbali | Faraj Al Asbali ⚭ Jamila bint Dhafer Al Asbali |
| Großeltern              | König Abdulaziz ⚭ Hussa Ahmed Al Sudairi       | König Abdulaziz ⚭ Hussa Ahmed Al Sudairi       | König Abdulaziz ⚭ Hussa Ahmed Al Sudairi | König Abdulaziz ⚭ Hussa Ahmed Al Sudairi | Turki Al Sudairi ⚭ Aisha Al Asbali    | Turki Al Sudairi ⚭ Aisha Al Asbali    | Turki Al Sudairi ⚭ Aisha Al Asbali             | Turki Al Sudairi ⚭ Aisha Al Asbali             |
| Eltern                  | König Salman ⚭ Sultana Al Sudairi              | König Salman ⚭ Sultana Al Sudairi              | König Salman ⚭ Sultana Al Sudairi        | König Salman ⚭ Sultana Al Sudairi        | König Salman ⚭ Sultana Al Sudairi     | König Salman ⚭ Sultana Al Sudairi     | König Salman ⚭ Sultana Al Sudairi              | König Salman ⚭ Sultana Al Sudairi              |